# آقای رئیس‌جمهور (رمان)
آقای رئیس‌جمهور (اسپانیایی: El Señor Presidente‎) رمانی به زبان اسپانیایی از میگل آنخل آستوریاس، نویسنده گواتمالایی برنده جایزه نوبل، است که در سال ۱۹۴۶ منتشر شد. این رمان ذات دیکتاتوری سیاسی و اثرات آن بر جامعه را نشان می‌دهد. آستوریاس در این رمان از تکنیک واقع‌گرایی جادویی استفاده می‌کند. آقای رئیس‌جمهور براساس داستانی کوتاه که آستوریاس قبل‌تر منتشر کرده‌بود توسعه یافت.